# Q22
Il Q22 è un grattacielo realizzato in stile neomoderno utilizzato per ospitare uffici e situato a Varsavia, in Polonia.

## Descrizione
L'edificio, alto 195 metri, è stato costruito dalla società immobiliare polacca Echo Investment e progettato dallo studio d'architettura APA Kuryłowicz & Associates con la collaborazione di Buro Happold Polska. La struttura è stata realizzata nel sito dove prima vi era costruito l'hotel Mercure Fryderyk Chopin (costruito il 1991 e demolito il 2012).
La costruzione è iniziata nel giugno 2013 ed è stata completata nell'ottobre 2014. L'edificio è stato inaugurato a ottobre 2016.